# 丸茂藤平

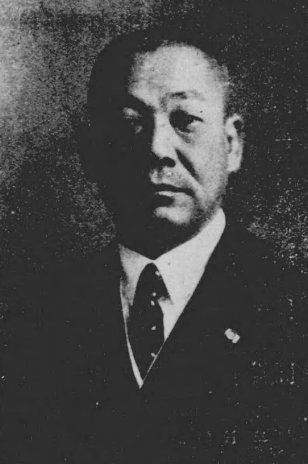
丸茂藤平

丸茂 藤平（まるも とうへい、1882年（明治15年）3月25日 - 1956年（昭和31年））は、日本の内務官僚、官選岩手県知事。旧姓・両角。

## 経歴
長野県諏訪郡玉川村（現:茅野市）出身。両角彦五郎の二男として生まれ、丸茂米作の養子となり、のち養父の長女「まつよ」と結婚した。
諏訪郡立実科中学校（現長野県諏訪清陵高等学校）を経て、第一高等学校を卒業。1908年7月、京都帝国大学法科大学法律学科（独法）を卒業。同年11月、文官高等試験行政科試験に合格。1909年1月、内務省に入省し、拓殖制度取調事務嘱託となり大臣官房台湾課及び地方局拓殖事務取扱を嘱託。同年5月、内務属となり鹿児島県揖宿郡長に就任。
以後、鹿児島県事務官・警察部長、愛知県警察部長、京都府警察部長、千葉県内務部長、内務省事務官兼内務監察官、復興局部長などを歴任。
1922年9月16日、岐阜市長に就任し、1924年4月11日に辞任。1928年1月10日、岩手県知事に就任。同年10月の陸軍特別大演習や昭和天皇行幸の準備と実施に忙殺された。同年12月26日、台湾総督府交通局総長に転じ、1929年9月13日に依願免本官となり退官した。
1930年、豊橋市長に就任。隣接町村との合併、下水道整備、私立豊橋病院や公設消防の設置などに尽力し、1934年に辞任。その後、1935年11月から1939年4月まで関東州大連市長を務めた。大連市長退任後は天津特別市顧問に就いた。

## 栄典
- 1930年（昭和5年）12月5日 - 帝都復興記念章[11]

外国勲章佩用允許
- 1945年（昭和20年）5月24日 - 中華民国：二級同光勲章[12]